# Казімеж де Пурбе
Казімеж де Пурбе (пол. Kazimierz de Pourbaix; 19 січня 1917, Городець — 17 січня 2005, Вавр) — польський офіцер, поручник резерву артилерії.

## Біографія
Четверта дитина зем'янина Каміля де Пурбе та його дружини Марії, уродженої графині Мйончинської. Навчався у початковій школі в Антонівці на річці Горинь, потім у 11-й гімназії у Львові, де склав випускні іспити в 1935 році. З 1936 року навчався на юридичному факультеті Львівського університету, який таємно закінчив.
Як і його старший брат, Каміль Казімеж Юзеф де Пурбе, він служив у Артилерійській кадетській школі у Володимирі-Волинському (з 18 вересня 1935 року по 28 червня 1936 року). Потім він пройшов військову підготовку та отримав звання поручника в артилерійському резерві (зі старшинством з 1 січня 1938 року).
У серпні 1939 року його було мобілізовано до 2-го артилерійського полку і призначено командиром 1-го взводу 1-ї батареї 2-го артилерійського полку, що входив до складу Волинської кавалерійської бригади.
Він брав участь у битві під Мокрою, в якій загинув його брат і під час якої він сам був поранений разом зі своїм двоюрідним братом, лейтенантом Вітольдом Гедоричем. Їх відправили до шпиталю в Лодзі, а потім 15 вересня його відправили до родинного маєтку Городець.
Під час окупації разом зі своїми братами Францишеком, Здзіславом та Антонієм навчав курсантів Союз збройної боротьби та Армії Крайової у своїй квартирі на вулиці Мокотовській у Варшаві. Використовував псевдонім «Загоринський». Під час Варшавського повстання був офіцером 3-ї роти батальйону «Гольський» групи «Барткевич». Був поранений під час захоплення штаб-квартири поліції на вулиці Краківське Передмістя. Після повстання потрапив у полон. До кінця війни перебував у німецькому офіцерському таборі.
З жовтня 1943 року був чоловіком Крістіни Третер. Після війни жив у Бельгії, потім у Канаді, активно беручи участь у житті польської громади. Похований 29 червня 2005 року в Щавниці.

## Нагороди
- Хрест Хоробрих
- Virtuti Militari, срібний хрест